# VERNOF
VERNOF (Vereniging van Nederlandse Fabrikanten van Eetbare Oliën en Vetten, KvK-Nummer 40409397) ist die Vereinigung der niederländischen Produzenten von essbaren Ölen und Fetten. Die Vereinigung wurde 1979 durch den Zusammenschluss der 1912 gegründeten Vereinigung niederländischer Ölproduzenten und der 1940 gegründeten Vereinigung der niederländischen Öl- und Fettverarbeiter gegründet. Nach Angaben von Jan Willem van Gelder aus dem Jahr 2005 und basierend auf offiziellen Angaben der Finanzbehörden gibt es in den Niederlanden 14 Unternehmen in diesem Bereich.

## Aktivitäten und Mitgliedschaften
In der durch die American Oil Chemists’ Society ausgerichteten World Conference on Oilseed and Vegetable Oil Processing Technology (1. bis 5. März 1976, Amsterdam) wirkte VERNOF als Mitorganisator. Auch auf weiteren Konferenzen nimmt VERNOF aktiv teil, beispielsweise in Cannes (1985).
In Unterlagen der Ernährungs- und Landwirtschaftsorganisation der Vereinten Nationen aus dem Jahr 1992 wird VERNOF als einzige niederländische Organisation zur Vertretung der Interessen der Ölproduzierenden und -verarbeitenden Industrie genannt. Durch die zunehmende Kritik an den nicht nachhaltigen Methoden im Palmölanbau engagiert sich VERNOF in der Task Force des Roundtable on Sustainable Palm Oil (RTRS).
VERNOF ist das niederländische Mitglied in der FEDIOL, der Föderation der europäischen Pflanzenöl- und Ölkuchenindustrie. FEDIOL repräsentiert nach eigenen Angaben 85 % des Umsatzes mit Ölen- und Fetten in Europa.

## Wirkung
Die Niederlande sind seit den frühen Anfängen des internationalen Handels mit Ölen und Fetten ein bedeutender Importeur dieser Waren. Das ist unter anderem auch daran zu erkennen, das Van den Bergh & Jurgens schon in den 1930ern verbesserte Produktionsmethoden einführte und so den Grundstock für Unilever legte, eines der größten Unternehmen in diesem Sektor.
Durch die für den Handel wichtige Position der niederländischen Häfen an der Mündung des Rheins, wirken die in den Niederlanden vorwiegenden Handelsusancen der VERNOF auch weit nach Europa, wo sich Käufer von Ölsaaten den niederländischen Vertragsbedingungen unterwerfen. Aus der Weltjahresproduktion 2012 von 46,6 Mio. Tonnen Palmöl werden ca. 2 Mio. t durch die Niederlande in Europa importiert. Der Handel mit dem Rohprodukt und verarbeiteten Komponenten wirkt damit weiter in anderen Ländern, wo die VERNOF-Bedingungen und auch Schiedssprüche durch lokale Gerichte anerkannt werden.
Analog zu den Einheitsbedingungen im Deutschen Getreidehandel definieren die VERNOF-Usancen für den Handel mit Ölfrüchten, fetten Ölen, Fetten und Ölen Handelsrecht. Die Usancen stehen dabei auch in Konkurrenz mit den im Welthandeln hauptsächlich verwendeten Verträge der Federation of Oils, Seeds and Fats Associations (FOSFA). Die erste Version der VERNOF-Vertragsbedingungen wurde 1981 vorgelegt, die aktuell gültige sind die Bedingungen von 2004.
Als Interessenvertretung ist VERNOF involviert in Analysen und Bewertungen zum Handel mit Ölfrüchten und vertritt auch den umstrittenen Import von Palmöl nach Europa oder unterstützt Forschungen, deren Ergebnisse den Mitgliedern Vorteile verschaffen.